# Логодаж
Логода̀ж (среща се и паралелната форма Логодаш) е село в Югозападна България. То се намира в община Благоевград, област Благоевград.

## География
Село Логодаж се намира в планински район, на 15 km западно от Благоевград, по пътя за границата с Северна Македония. Край селото функционира граничен контролно-пропускателен пункт ГКПП Логодаж. Селото се намира в близост от 1 km до язовир Стойковци.
В непосредствена близост до селото, над махала Бойчовци, се намира пещерата Бойчова скала.

## История
В 1891 година Георги Стрезов пише за селото:
| „ | Логодаш, лежи 3 часа на З от Джумая; почвата е удовлетворителна за да прехранва селянете. Имат си една църква, в която се чете по български. 200 къщи български. | “ |

| Учители и ученици в прогимназията през учебната 1926 – 1927 година | Учители и ученици в прогимназията през учебната 1926 – 1927 година | Учители и ученици в прогимназията през учебната 1926 – 1927 година | Учители и ученици в прогимназията през учебната 1926 – 1927 година | Учители и ученици в прогимназията през учебната 1926 – 1927 година | Учители и ученици в прогимназията през учебната 1926 – 1927 година | Учители и ученици в прогимназията през учебната 1926 – 1927 година | Учители и ученици в прогимназията през учебната 1926 – 1927 година | Учители и ученици в прогимназията през учебната 1926 – 1927 година | Учители и ученици в прогимназията през учебната 1926 – 1927 година |
| Класове                                                            | Ученици                                                            | Ученици                                                            | Ученици                                                            | Учители                                                            | Учители                                                            | Учители                                                            | Учителки                                                           | Учителки                                                           | Учителки                                                           |
| Класове                                                            | момчета                                                            | момичета                                                           | общо                                                               | редовни                                                            | волнонаемни                                                        | общо                                                               | редовни                                                            | волнонаемни                                                        | общо                                                               |
| ------------------------------------------------------------------ | ------------------------------------------------------------------ | ------------------------------------------------------------------ | ------------------------------------------------------------------ | ------------------------------------------------------------------ | ------------------------------------------------------------------ | ------------------------------------------------------------------ | ------------------------------------------------------------------ | ------------------------------------------------------------------ | ------------------------------------------------------------------ |
| първи                                                              | 25                                                                 | 5                                                                  | 30                                                                 | 2                                                                  | 0                                                                  | 2                                                                  | 0                                                                  | 2                                                                  | 2                                                                  |
| втори                                                              | 14                                                                 | 2                                                                  | 16                                                                 | 2                                                                  | 0                                                                  | 2                                                                  | 0                                                                  | 2                                                                  | 2                                                                  |
| трети                                                              | 17                                                                 | 0                                                                  | 17                                                                 | 2                                                                  | 0                                                                  | 2                                                                  | 0                                                                  | 2                                                                  | 2                                                                  |

През 1955 година Долната махала на Логодаж е обявена за отделно село и преименувана на Станке Лисичково по името на местния комунистически деец Станке Лисичков. През 1959 година тези 2 махали са отново обединени, но под името Станке Лисичково. През 1993 година историческото име на селището Логодаж е възстановено.

## Население
Към 1900 година според известната статистика на Васил Кънчов („Македония. Етнография и статистика“) населението на селото брои 540 души, всичките българи-християни.
Численост на населението според преброяванията през годините:
| \| Година на преброяване \| Численост \| \| --------------------- \| --------- \| \| 1934 \| 1217 \| \| 1946 \| 1296 \| \| 1956 \| 1289 \| \| 1965 \| 972 \| \| 1975 \| 678 \| \| 1985 \| 467 \| \| 1992 \| 442 \| \| 2001 \| 291 \| \| 2011 \| 274 \| \| 2021 \| 229 \| |           |
| Година на преброяване | Численост |
| 1934 | 1217      |
| 1946 | 1296      |
| 1956 | 1289      |
| 1965 | 972       |
| 1975 | 678       |
| 1985 | 467       |
| 1992 | 442       |
| 2001 | 291       |
| 2011 | 274       |
| 2021 | 229       |

### Етнически състав
Преброяване на населението през 2011 г.
Численост и дял на етническите групи според преброяването на населението през 2011 г.:
|                     | Численост | Дял (в %) |
| Общо                | 274       | 100.00    |
| Българи             | 264       | 96.35     |
| Турци               | 0         | 0.00      |
| Цигани              | 0         | 0.00      |
| Други               | 0         | 0.00      |
| Не се самоопределят | 4         | 1.45      |
| Неотговорили        | 6         | 2.18      |

## Други
В селото се намира Винпром Логодаж. Село Логодаж е район с висок икономически растеж и повишено благосъстояние на населението, с развита бизнес, техническа и социална инфраструктура, съхранена околна среда, с добри възможности за развитието на младото поколение, с подходяща среда за културен туризъм, ниско ниво на престъпността и антиобществените прояви. Народно читалище „Иван Чаушки“ е равноправен партньор на кметствата в пограничните села Логодаж, Клисура и Обел, като през годините читалището се е утвърдило като културно-просветен център в селата до границата със Северна Македония.
През 2012 година в землището на Логодаж е обявявена защитената местност „Находище на балканско часовниче“, за опазването на растителния вид балканско часовниче и неговото местообитание.
Футболният отбор на селото носи името „Граничар“ и играе в регионалните групи на Благоевград.

## Личности
Родени в Логодаж
- Димитър Стоянов, български учител в Селище (1870) и Клисура (1871 – 1876)[12]
- Иван Божинов, български опълченец, ІІI опълченска дружина, умрял преди 1918 г.[13]
- Станке Лисичков (1913 – 1942), български комунист
- Ганчо Николов (1941 – 1995), български певец